# Phaenosperma globosum
Phaenosperma globosum là một loài thực vật có hoa trong họ Hòa thảo. Loài này được Munro ex Oliv. miêu tả khoa học đầu tiên năm 1881.